# Eparchia di Stara Zagora
L'eparchia di Stara Zagora (in bulgaro: Плевенска епархия) è un'eparchia della chiesa ortodossa bulgara con sede nella città di Stara Zagora, in Bulgaria, presso la cattedrale di San Demetrio. L'eparchia conta 223 chiese e 4 monasteri ed è divisa in sei vicariati: Stara Zagora, Kazanlăk, Nova Zagora, Svilengrad, Harmanli e Chirpan.